# 해리 윤
해리 윤(Harry Yoon)은 한국계 미국인 영화 편집자이다.

## 작품 목록

### 영화
- 하프라이프 (2008)
- 렛 고 (2011)
- 웰컴 투 더 정글 (2013)
- 드렁크타운즈 파이니스트 (2014)
- 디트로이트 (2017)
- 더 베스트 오브 에너미즈 (2019)
- 미나리 (2020)
- 샹치와 텐 링즈의 전설 (2021)

### TV
- 디트로이트 1-8-7 (2011)
- 뉴스룸 (2014)
- 유포리아 (2019)